# Jean-Marc Dreyfus
Jean-Marc Dreyfus (* 17. Juni 1968 in Straßburg) ist ein französischer Historiker.

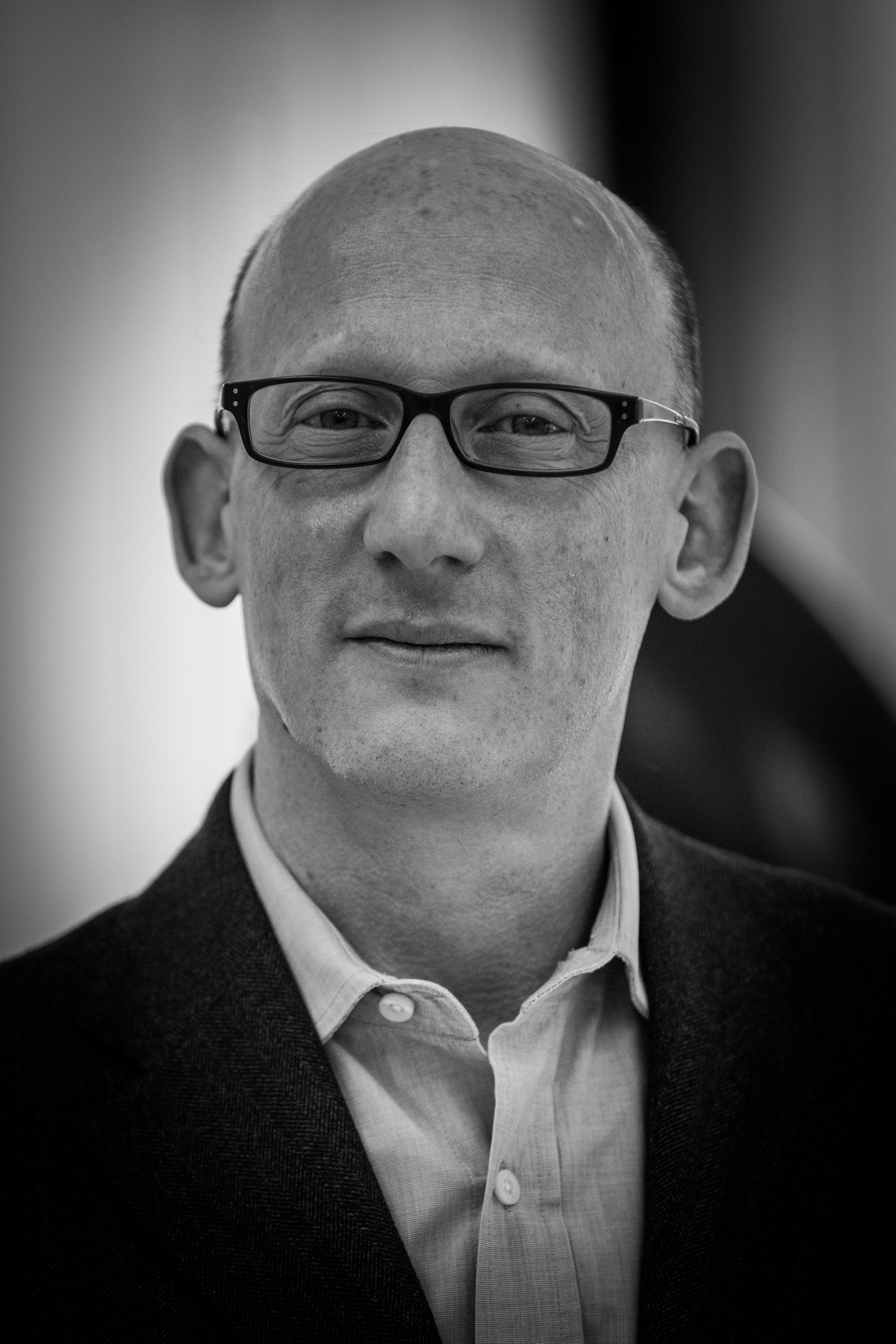
Jean-Marc Dreyfus (2014)

## Leben
Jean-Marc Dreyfus studierte Geschichte an der Sorbonne, ⁣⁣ mit der Agrégation im Jahr 1998 und wurde im Jahr 2000 mit einer Dissertation über die Arisierung in Frankreich promoviert. Er war Fellow an der Harvard University und von 2001 bis 2003 Mitarbeiter im Französischen Außenministerium. Von 2003 bis 2005 war er Stipendiat beim Centre Marc Bloch in Berlin. Seit 2007 ist er Reader für Holocaust Studies (SHOAH) an der University of Manchester.

## Schriften (Auswahl)
- L’aryanisation économique des banques. La confiscation des banques «juives» en France sous l’occupation et leur restitution à la libération, 1940–1952. Fayard, 2001
- Sarah Gensburger; Jean-Marc Dreyfus: Des Camps dans Paris. Austerlitz, Lévitan, Bassano. Juillet 1943–Août 1944. Fayard. 2003 ISBN 978-2-213-61707-7
- Pillages sur ordonnances: aryanisation et restitution des banques en France, 1940–1953. Vorwort Antoine Prost. Fayard, 2003 ISBN 978-2-213-61327-7
- Die Enteignung der Juden in Westeuropa. In: Constantin Goschler, Philipp Ther (Hrsg.): Raub und Restitution. Frankfurt/Main 2003, ISBN 3-596-15738-2
- Ami, si tu tombes… Les déportés résistants, des camps au souvenir. 1945–2005. Perrin, 2005 ISBN 2262022992
- (Hrsg.): Jean Samuel: Il m’appelait Pikolo – un compagnon de Primo Levi raconte. Robert Laffont. 2007 ISBN 2-221-10909-0
- Elsass-Lothringen, Übersetzung Regina Schleicher. In: Wolf Gruner (Hrsg.): Das »Großdeutsche Reich« und die Juden. Nationalsozialistische Verfolgung in den »angegliederten« Gebieten. Frankfurt: Campus, 2010, ISBN 978-3-593-39168-7, S. 363–382
- Élisabeth Gessat-Anstett, Jean-Marc Dreyfus (Hrsg.): Destruction and human remains. Disposal and concealment in genocide and mass violence. Manchester University Press 2014, ISBN 978-0-7190-9602-0
- Lise Haddad; Jean-Marc Dreyfus (Hrsg.): Une médecine de la mort. Du code de Nuremberg à l’éthique médicale contemporaine. Vendemiaire, 2014 ISBN 978-2363581266
- L’Impossible Réparation: Déportés, biens spoliés, or nazi, comptes bloqués, criminels de guerre. Flammarion, 2015 ISBN 978-2-08-135712-9
- Les Archives diplomatiques, Jean-Marc Dreyfus (Bearbeiter): Le Catalogue Goering. Vorwort Laurent Fabius. Flammarion, 2015 ISBN 978-2-08-136540-7
  - „10 890 tableaux, 583 sculptures, 583 tapisseries, 2 477 pièces de mobiliers anciens, 5 825 pièces de porcelaine“. Le procès de l’ERR et du pillage des œuvres d’art, Paris, 1950, in: Histoire@Politique, n° 35, 2018
- (Hrsg.): Les rapports de Berlin: André François-Poncet et le national-socialisme. Fayard, 2016 ISBN 978-2-213-66598-6
  - (Hrsg.): Geheime Depeschen aus Berlin. Der französische Botschafter François-Poncet und der Nationalsozialismus. Deutsch von Birgit Lamerz-Beckschäfer. Darmstadt: WBG, 2018, ISBN 978-3-534-26966-2
- Vollrath. De Hitler à Adenauer un ambassadeur entre deux mondes. Paris : Vendémiaire, 2020 ISBN 978-2-36358-348-2